# فرانك إليس بوينتون
فرانك إليس بوينتون (بالإنجليزية: Frank Ellis Boynton)‏ هو عالم نبات أمريكي، ولد في 10 يوليو 1859 في Hyde Park (town), Vermont ‏ في الولايات المتحدة، وتوفي في 10 ديسمبر 1942 في أولد فورت في الولايات المتحدة.